# Robert Hermanson
Robert Fredrik Hermanson, född 2 februari 1846 i Uleåborg, död 10 december 1928 i Helsingfors, var en finländsk jurist.
Efter att ha blivit student 1861 blev Hermanson filosofie kandidat 1867 och juris kandidat 1875. Han blev juris doktor och docent i juridisk encyklopedi och statsrätt vid Helsingfors universitet 1881 på grund av sitt specimen Om lagstiftningen, dess begrepp och förhållande till andra statliga funktioner. År 1884 utnämndes han till professor i kameral- och politilagfarenhet samt statsrätt, efter att ha utgivit disputationen Om Finlands ständer, deras förhållande till monarken och folket. Med anledning av de ryska angreppen på Finlands autonomi utgav han 1892 Finlands statsrättsliga ställning, vilket är av grundläggande betydelse för tolkningen av hithörande frågor, som han även belyste i ett antal tidskriftsuppsatser i den finländska och ryska pressen. 
Hermanson var ledamot av kyrkomöten 1886–1903 och åtskilliga juridiska kommittéer. Han framträdde 1898 i det politiska livet och satt vid ståndslantdagarna efter denna tid i prästeståndet; han var vid 1899 års urtima lantdag ordförande i lagutskottet och hade stor andel i dettas betänkande i anledning av februarimanifestet, vilket betänkande på ett ypperligt sätt fastslog den finländska ståndpunkten. År 1904 utsågs han till medlem av den så kallade Tagantsevska blandade rysk-finländska kommissionen för begränsning av sagda manifest (upplöst efter laglighetsregimens återinförande 1905). Han utnämndes 1906 till tjänsteman vid finländska ministerstatssekretariatet i Sankt Petersburg och tog 1907 avsked från sin professur.

## Utmärkelser
- Sankt Annas orden, tredje klass,  1896[1]
- Sankt Stanislausorden, andra klassen,  1902[1]
- Storkorset av Finlands Vita Ros’ orden,  1920[1]

[Redigera Wikidata]